# Saint-Romain-de-Popey
Pour les articles homonymes, voir Saint-Romain.
Saint-Romain-de-Popey est une commune française, située dans le département du Rhône en région Auvergne-Rhône-Alpes. Elle est la troisième plus grande commune du canton de Tarare en termes d'habitants, après Tarare, Vindry-sur-Turdine et devant Saint-Forgeux. Saint-Romain-de-Popey est une commune du sud du Beaujolais viticole.

## Géographie
Saint-Romain-de-Popey se trouve sur la R N7 à 38 km au nord-ouest de Lyon.
La commune est traversée par la Turdine, son point le plus élevé est le mont Varenne culminant à 657 mètres d'altitude.
Saint-Romain-de-Popey est une des communes les plus au sud de la région viticole du Beaujolais.

### Climat
Pour des articles plus généraux, voir Climat d'Auvergne-Rhône-Alpes et Climat du Rhône.
En 2010, le climat de la commune est de type climat océanique dégradé des plaines du Centre et du Nord, selon une étude du Centre national de la recherche scientifique s'appuyant sur une série de données couvrant la période 1971-2000. En 2020, Météo-France publie une typologie des climats de la France métropolitaine dans laquelle la commune est exposée à un climat de montagne ou de marges de montagne et est dans la région climatique  Nord-est du Massif Central, caractérisée par une pluviométrie annuelle de 800 à 1 200 mm, bien répartie dans l’année. 
Pour la période 1971-2000, la température annuelle moyenne est de 11 °C, avec une amplitude thermique annuelle de 17 °C. Le cumul annuel moyen de précipitations est de 825 mm, avec 9,7 jours de précipitations en janvier et 6,9 jours en juillet. Pour la période 1991-2020, la température moyenne annuelle observée sur la station météorologique de Météo-France la plus proche, « Le Breuil », sur la commune du Breuil à 7 km à vol d'oiseau, est de 11,6 °C et le cumul annuel moyen de précipitations est de 749,8 mm,. Pour l'avenir, les paramètres climatiques de la commune estimés pour 2050 selon différents scénarios d'émission de gaz à effet de serre sont consultables sur un site dédié publié par Météo-France en novembre 2022.

## Urbanisme

### Typologie
Au 1er janvier 2024, Saint-Romain-de-Popey est catégorisée commune rurale à habitat dispersé, selon la nouvelle grille communale de densité à sept niveaux définie par l'Insee en 2022.
Elle est située hors unité urbaine. Par ailleurs la commune fait partie de l'aire d'attraction de Lyon, dont elle est une commune de la couronne,. Cette aire, qui regroupe 397 communes, est catégorisée dans les aires de 700 000 habitants ou plus (hors Paris),.

### Occupation des sols
L'occupation des sols de la commune, telle qu'elle ressort de la base de données européenne d’occupation biophysique des sols Corine Land Cover (CLC), est marquée par l'importance des territoires agricoles (81,9 % en 2018), en diminution par rapport à 1990 (83,1 %). La répartition détaillée en 2018 est la suivante : prairies (40,2 %), zones agricoles hétérogènes (34,9 %), forêts (12,5 %), terres arables (5 %), zones industrielles ou commerciales et réseaux de communication (3,2 %), zones urbanisées (2,5 %), cultures permanentes (1,8 %). L'évolution de l’occupation des sols de la commune et de ses infrastructures peut être observée sur les différentes représentations cartographiques du territoire : la carte de Cassini (XVIIIe siècle), la carte d'état-major (1820-1866) et les cartes ou photos aériennes de l'IGN pour la période actuelle (1950 à aujourd'hui).

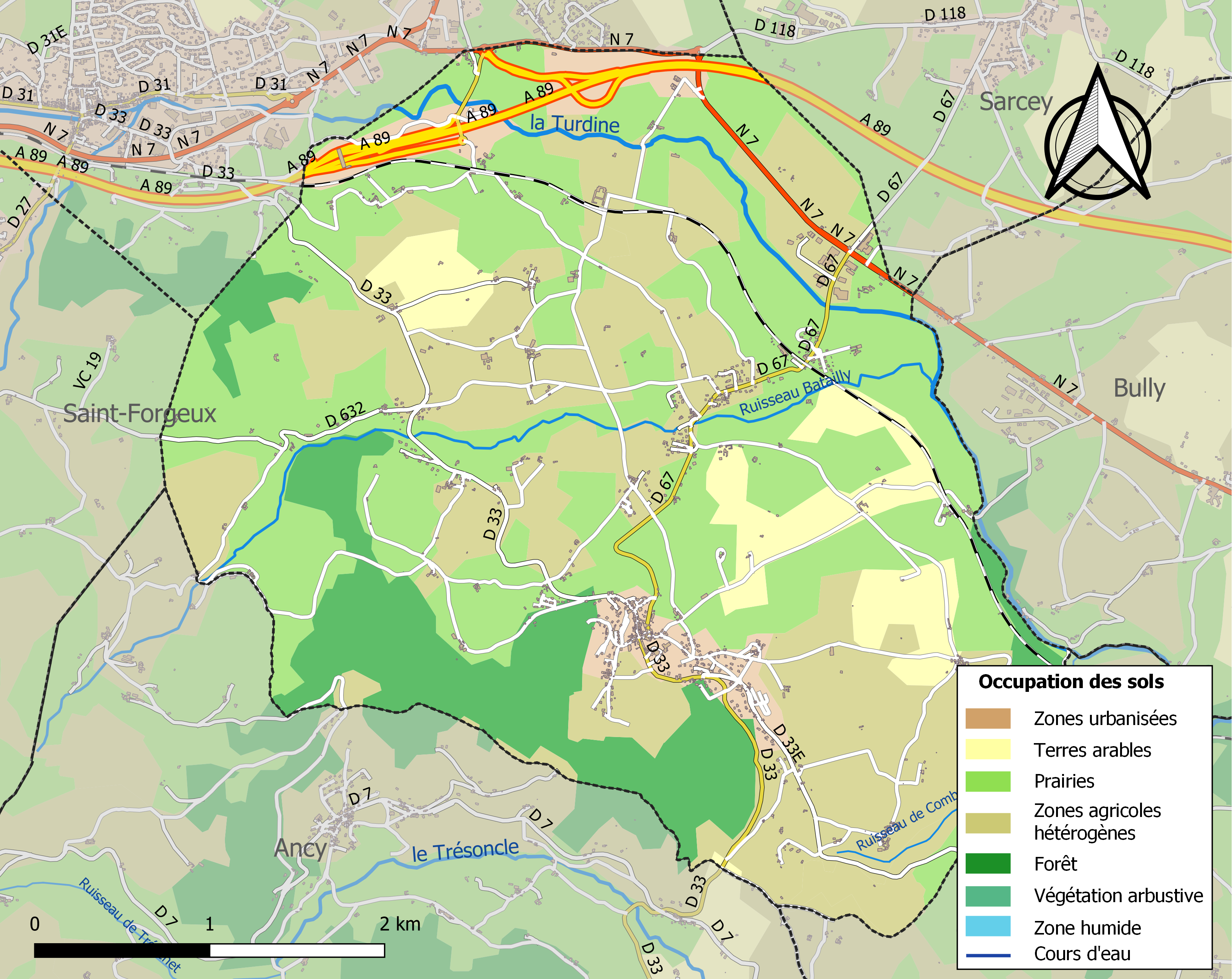
Carte des infrastructures et de l'occupation des sols de la commune en 2018 (CLC).

## Histoire
Les survivants royalistes qui s'échappèrent du Siège de Lyon le 9 octobre 1793 furent exterminés le 11 octobre par les soldats républicains qui les poursuivaient, sur le territoire de la commune[réf. nécessaire].

## Héraldique
| Blason de Saint-Romain-de-Popey | Blason  | Taillé : au 1er d'azur à la montagne cousue de sinople, croisetée d'argent, chargée d'une tour d'or ouverte et maçonnée de sable, au 2e d'or au cep de vigne et à l'arbre fruitier le tout de sinople et rangés en barre. |
| Blason de Saint-Romain-de-Popey | Détails | Le statut officiel du blason reste à déterminer. |

## Démographie
L'évolution du nombre d'habitants est connue à travers les recensements de la population effectués dans la commune depuis 1793. Pour les communes de moins de 10 000 habitants, une enquête de recensement portant sur toute la population est réalisée tous les cinq ans, les populations de référence des années intermédiaires étant quant à elles estimées par interpolation ou extrapolation. Pour la commune, le premier recensement exhaustif entrant dans le cadre du nouveau dispositif a été réalisé en 2006.

En 2022, la commune comptait 1 703 habitants, en évolution de +9,31 % par rapport à 2016 (Rhône : +3,93 %, France hors Mayotte : +2,11 %).
| 1793  | 1800 | 1806  | 1821  | 1831  | 1836  | 1841  | 1846  | 1851  |
| ----- | ---- | ----- | ----- | ----- | ----- | ----- | ----- | ----- |
| 1 035 | 898  | 1 221 | 1 349 | 1 474 | 1 596 | 1 552 | 1 656 | 1 602 |

| 1856  | 1861  | 1866  | 1872  | 1876  | 1881  | 1886  | 1891  | 1896  |
| ----- | ----- | ----- | ----- | ----- | ----- | ----- | ----- | ----- |
| 1 582 | 1 506 | 1 550 | 1 545 | 1 550 | 1 591 | 1 596 | 1 531 | 1 424 |

| 1901  | 1906  | 1911  | 1921  | 1926  | 1931 | 1936 | 1946 | 1954 |
| ----- | ----- | ----- | ----- | ----- | ---- | ---- | ---- | ---- |
| 1 242 | 1 207 | 1 112 | 1 012 | 1 003 | 936  | 871  | 736  | 758  |

| 1962 | 1968 | 1975 | 1982 | 1990  | 1999  | 2006  | 2011  | 2016  |
| ---- | ---- | ---- | ---- | ----- | ----- | ----- | ----- | ----- |
| 768  | 732  | 707  | 870  | 1 010 | 1 203 | 1 384 | 1 440 | 1 558 |

| 2021  | 2022  | - | - | - | - | - | - | - |
| ----- | ----- | - | - | - | - | - | - | - |
| 1 661 | 1 703 | - | - | - | - | - | - | - |

## Lieux et monuments

### Patrimoine historique et culturel

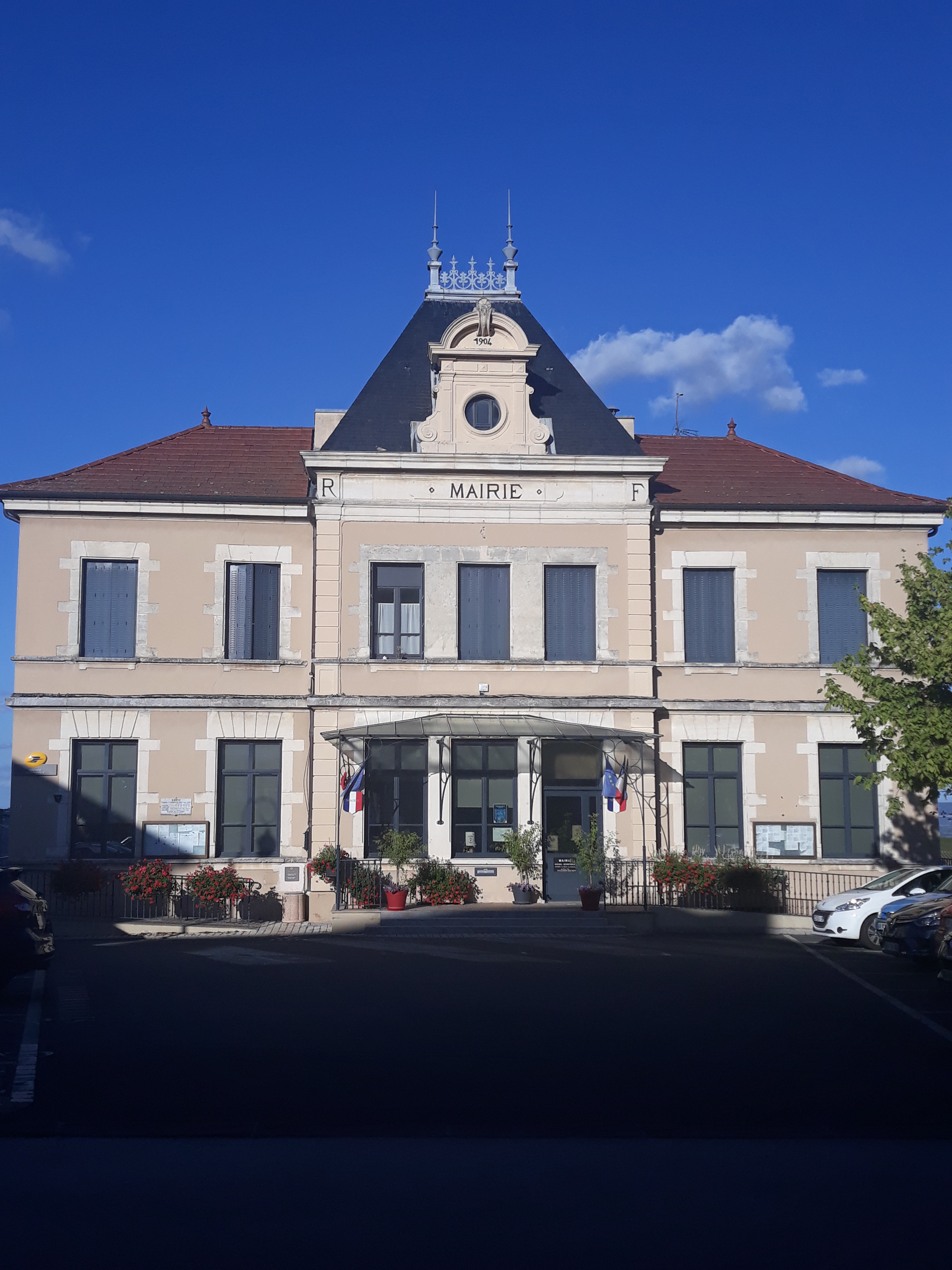
Hôtel-de-Ville de Saint-Romain-de-Popey.

Saint-Romain-de-Popey est un village du Pays des pierres dorées, comme l'atteste la couleur de certaines constructions (ex. : l'église, Viaduc de Solémy, Châteaux, Maisons).
- Château d'Avauges (XVIIe siècle), qui fait l'objet d'une inscription au titre des Monuments historiques depuis le 22 décembre 1981[16],[17]. Ouvert au public pour les journées du patrimoines.
- Chapelle Notre-Dame de Clévy, chapelle gothique du XIVe siècle. Elle est l'une des rares chapelles les mieux conservés de France depuis sa construction. Un retable baroque du XVIIe classé aux monuments historiques depuis plusieurs décennies est à découvrir au sein de la chapelle.
- Église Saint-Romain, église de style néo-gothique (flamboyant)de la première moitié du xixe siècle. Elles renferme différentes parties de l’ancienne église tels que le portail du XVe (1498), le beffroi (XVIIIe), les jougs des cloches (XVIIIe), un bénitier, des stalles, etc… Des objets religieux de grande valeur datés du XVIe-XVIIe-XVIIIe-XIXe étaient présents dans une vitrine avant d’être dérobés par effraction en 2014.
- Deux tours en ruine se trouve dans la commune :
- La Tour de Varenne, édifice de guet d’une quinzaine de mètres bâti au moyen-âge (sans doute XIIIe) et semblerait être le dernier vestige du château de Varenne sis au même emplacement, autrefois siège de la justice et aurait été détruit durant les guerres de la Ligue au XVe. On la retrouve aujourd’hui sur les armoiries communales. Il s’agit d’un patrimoine en péril puisque des chutes de pierres ont lieu régulièrement ! Selon la tradition orale, les habitants racontent que cette tour date de l’époque romaine.
- La Tour du Colombier-d’Avauges, aujourd’hui en péril au milieu d’une forêt semblait être un ancien moulin à vent construit par la famille d’Albon (les armoiries sont présentes) au XVIIe ou XVIIIe siècles. Une croix est érigée à proximité.
- Pas moins de 35 croix et calvaires maillent le territoire communal. Les plus anciennes datent du XVIe bien que la plus grande partie datent du XVIIIe et XIXe. La plupart sont constituées de pierre dorée, bien que d’autres soient en bois, ou bien pierre blanche de Lucenay.
- Viaduc de Solémy (XIXe) situé à l'est de la commune. Il est construit en pierres dorées et Il est exploité par la SNCF (chemin de fer).
- La Mairie-Ecole, construite en 1904 sous l’égide de l’architecte Despierre et restaurée intérieurement en 2013. Depuis 2010, elle n'abrite plus l'école communale mais de nos jours elle abrite toujours les services de l’hôtel de ville, la Poste et depuis quelques années la micro-crèche.

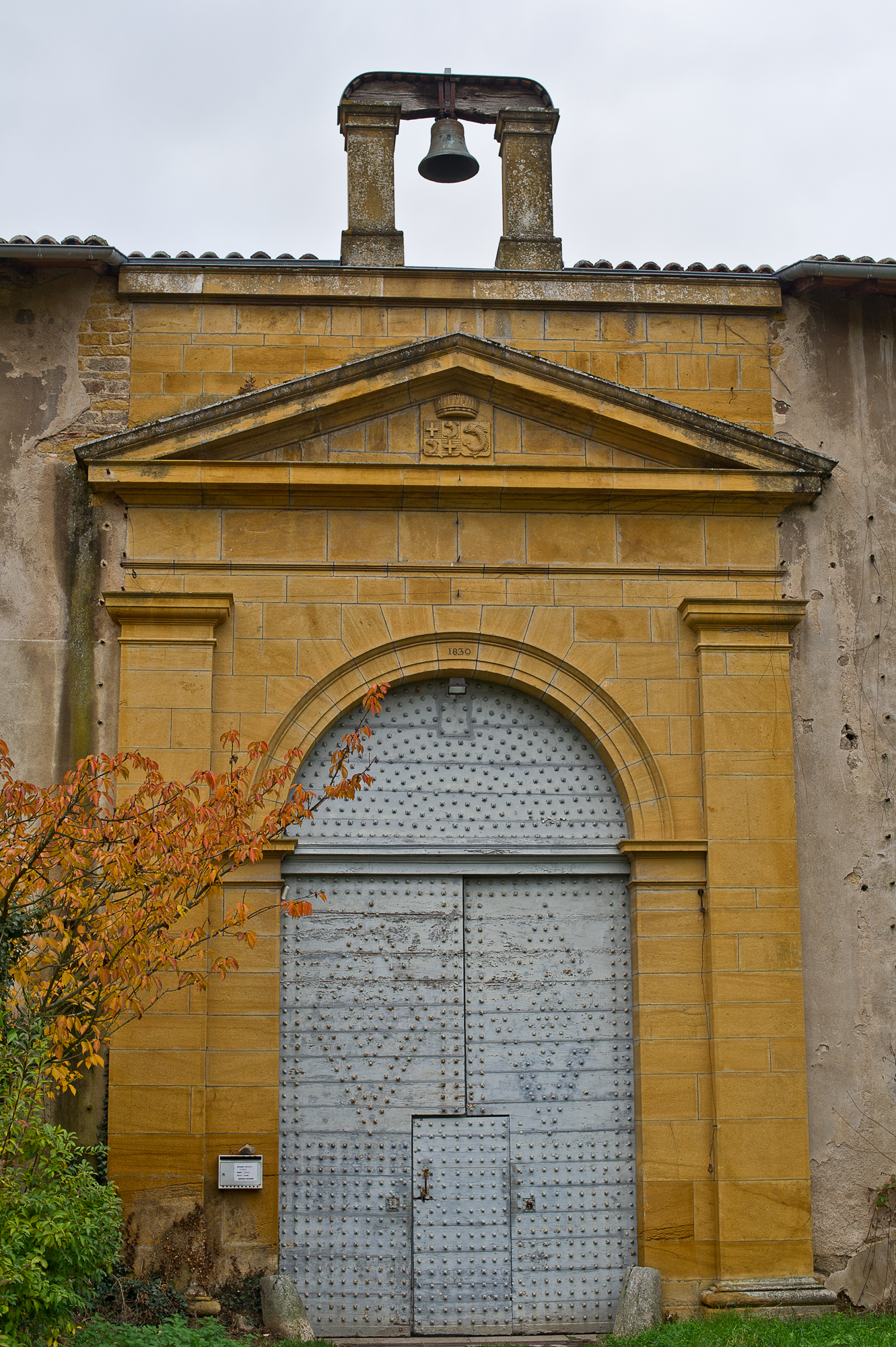
Façade d'entrée du château d'Avauges en pierres dorées.

- Dès le XVIIIe, et surtout au XIXe avec l’arrivée de riches marchands lyonnais, de nombreux châteaux et demeures bourgeoises ont été érigés sur le territoire communal, parmi lesquels nous pouvons citer :  - Château des Arnas ; - Château de La Malaudière, ; - Château de la Gare, ; - Château de Champs-Longs (Grand-Champ) ; - Château de Clévy ; - Château du Batailly ; - Château de Vâvre ; - Château de la Savoie.  D’autres demeures bourgeoises jalonnent le paysage communal comme une maison du bourg par exemple.
- Le Moulin à Eau (XIVe-XVIIIe), aujourd’hui hors d’usage proche de la Turdine, au hameau le Jonchet.

## Transports

### Voies routières
- Autoroute A89, dont deux gares de péage se trouvent sur la commune : la gare de péage de Saint-Romain-de-Popey et la gare de péage de Tarare-Est.
- Route Nationale 7.

### Transports en commun

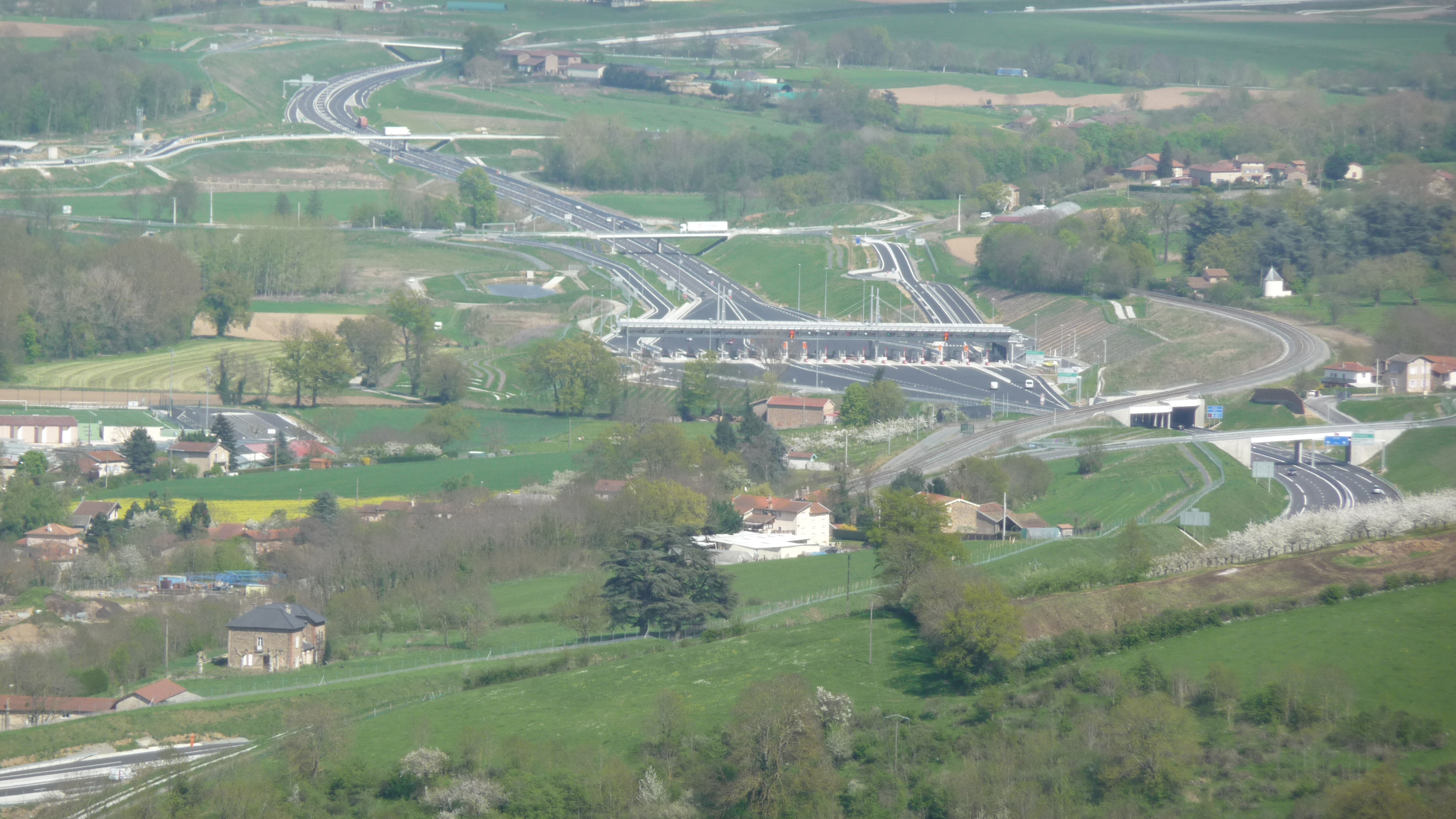
Barrière de péage de Saint-Romain-de-Popey.

Les lignes de car traversant Saint-Romain-de-Popey sont sous la direction du SYTRAL dans le cadre du réseau Les cars du Rhône :
- Les lignes scolaires (Lignes Fréquence) 404 (Tarare-Bibost), 482 (Savigny-Tarare), 483 (Montrottier-Tarare, 593A (Saint-Romain-de-Popey-L'Arbresle) et 585 (Savigny-Sain-Bel) assurent les dessertes des élèves du secteur.

La commune ne possède pas de lignes de bus fréquentes (non-scolaires).
- La commune est aussi desservie par le réseau de bus de la communauté d'agglomération de l'Ouest Rhodanien qui se nomme Corus. Elle est desservie par un service de transport à la demande du réseau de bus Corus..

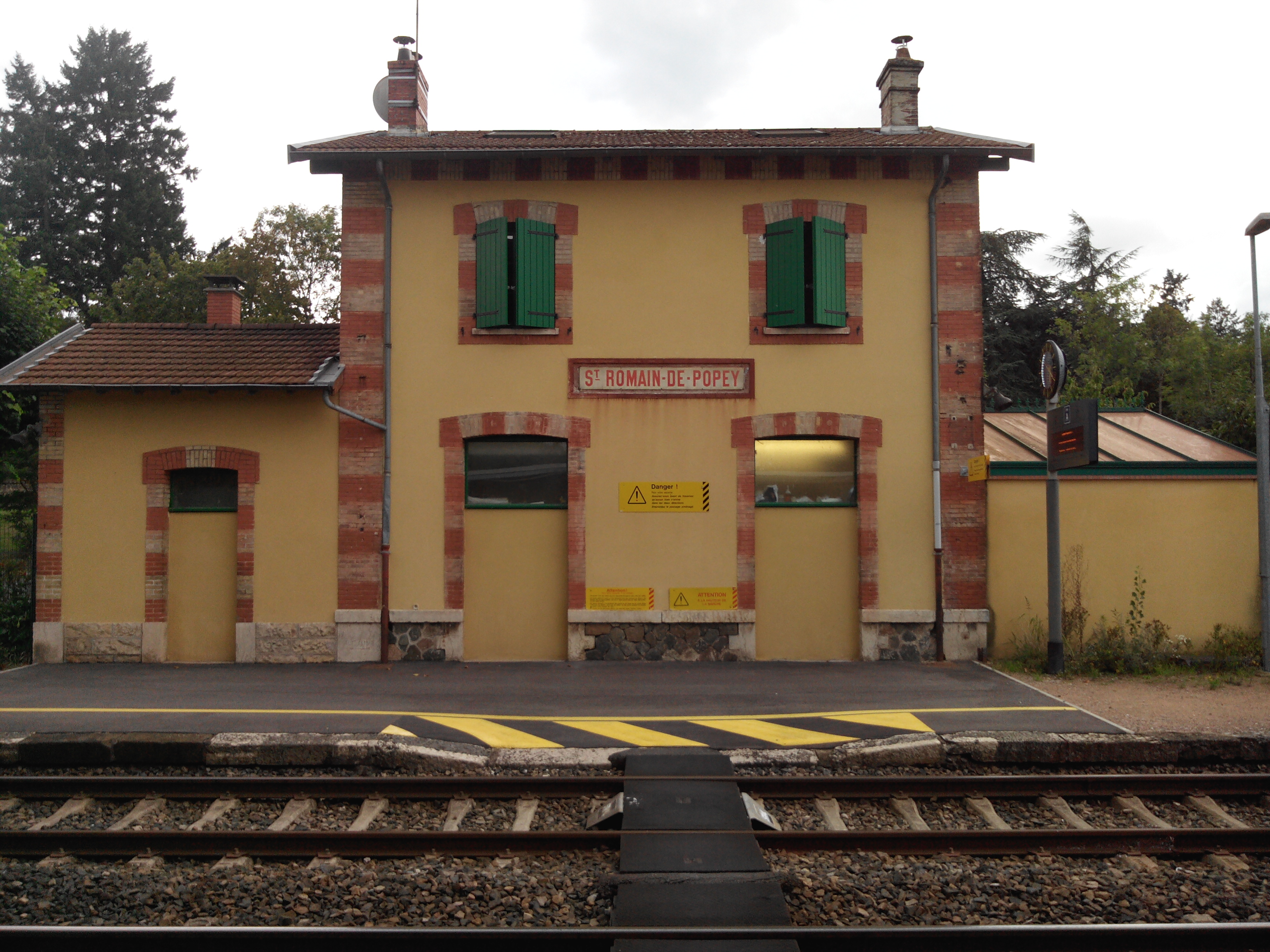
La gare de Saint-Romain-de-Popey en 2014.

### Transports ferroviaires
- Le réseau ferroviaire est exploité par la SNCF. La ligne 6 des TER Auvergne-Rhône-Alpes entre la gare de Lyon-Perrache et la gare de Clermont-Ferrand par Tarare, Roanne et Vichy dessert la commune par la gare de Saint-Romain-de-Popey. Elle se trouve sur la ligne Lyon-Roanne ; elle n'a plus de guichet ni de chef de gare, mais entre 7 et 10 trains par sens s'y arrêtent chaque jour.

## Culte

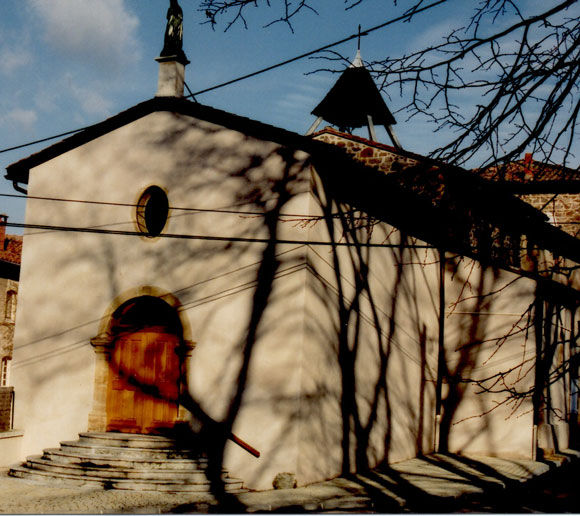
Chapelle Notre-Dame de Clévy.

La commune possède plusieurs lieux de cultes:
- Église Saint-Romain (XIXe siècle),
- Chapelle Notre-Dame de Clévy (XIVe siècle),
- Chapelle Sainte-Camille (chapelle privée) au château d'Avauges (datée du XVIIIe siècle).
- Chapelle du Château de la Malaudière (chapelle privée).
- Chapelle du Château de la Savoie (chapelle privée).
- Et d'autres chapelles privées dans les autres châteaux, demeures bourgeoises et manoirs.
- Ancienne chapelle et ancienne léproserie située au hameau de la Maladière, détruite au cours des siècles et des crues de la Turdine.

## Sports
La commune dispose d'équipements sportifs comme:
- Stades Pierre Nové-Josserand
- Terrains de tennis
- Bouloudromes Lucien Proton
- Boulodrome du Chêne
- Boulodrome de Buffetières
- Terrain de Basket
- Gymnase de la Salle Polyvalente (Salle multisports, basket, tennis, badminton, etc.).
- Salle du club de la Salle Polyvalente (Salle de multisports calmes, Yoga...).
- Salle Polyvalente qui contient 4 salles (2 salles de sports, 2 salles de club, des vestiaires, 2 cuisines).
- Local du chêne (pétanque).
- Local du Soly (Tennis).

Les clubs sportifs sont :
- Le club de Football de la ville se nomme: FCSRP.
- Le club de Tennis de la ville se nomme: Tennis Club Du Popey.
- Le club de Basket de la ville se nomme: Basket Loisirs.
- le club de Pétanque de la ville se nomme : Amicale Boules du Popey
- L'association des familles gère plusieurs sports: Aïkido, Karaté, Yoga, Badminton, Zumba, etc.

## Associations
Il existe de nombreuses associations sur la commune.
- Acibel
- ADEC (Association de l'école communale)
- Agir en Popey
- Aide et Fraternité
- Alliance Cycliste Tarare et Popey
- Amicale Boules du Popey
- Amicale Saint Rominoise de Tarot
- Association des Familles
- Association Solidarité Roumanie
- Basket Club Saint Romain
- Bien Vivre en Popey
- Classes en 0
- Classes en 1
- Classes en 2
- Classes en 3
- Classes en 4
- Classes en 5
- Classes en 6
- Classes en 7
- Classes en 8
- Classes en 9
- Club de l'Age d'Or
- Club Des Jeunes
- Esprima
- Football Club de Saint Romain de Popey
- La Croisée des Chemins
- La Paroisse (Catéchisme)
- Les Amis de la Lecture (Bibliothèque)
- Les Jardins de Popey-e
- Popey's Comédie
- Saint Romain en fête
- Société de Chasse
- Syndicat Agricole
- Tennis Club du Popey
- Train Miniature Sud Beaujolais
- APEL OGEC AEP (école privée)

## Enseignement
La commune possède quatre lieux d'enseignement :
- le groupe scolaire du Popey : maternelle et élémentaire ;
- école Notre Dame des Roches : maternelle et élémentaire ;
- micro crèche : Les P'tits Minois : bâtiment de la mairie et de l'agence postale communale ;
- une maison familiale rurale (MFR), lycée agricole : aux Arnas.

## Jumelages
- La commune n'est jumelée avec aucune commune mais possède néanmoins une association de solidarité avec la Roumanie.

## Santé
La commune dispose de praticiens indépendants:
- Au sein de la nouvelle maison de santé pluridisciplinaire (17 praticiens), située 280, chemin des Ecoles :
- Quatre médecins généralistes,
- Trois sages-femmes,
- Deux psychologues,
- Deux orthophonistes,
- Un podologue (pédicure),
- Un orthoptiste,
- Une ergothérapeute,
- Une diététicienne,
- Un éducateur sport santé,
- Une infirmière,
- Un secrétariat médical,
- (Des internes en médecine).

D'autres praticiens sont installés dans d'autres locaux comme : 
- Un cabinet de kinésithérapie situé 20, rue du lavoir avec deux kinésithérapeutes,
- Un cabinet d'osthéopathie situé 113, montée de l'église avec deux osthéopathes,
- Un cabinet d'infirmières libérales situé 38, rue centrale avec deux infirmières.

Enfin, des praticiens exercent à leur domicile comme : 
- Deux réflexologues dont l'une proposant les massages bien-être en complément,
- Une praticienne RNTI,
- Un praticienne en Doula Postnatale,
- Un praticien en pratique énergétique.

## Labels
La commune dispose de plusieurs labels comme:
- Objectif zéro pesticides,
- Objectif zéro phyto,
- Voisins vigilants,
- Participation citoyenne,
- Extinction de l'éclairage public par le SYDER
- Village d'Accueil par le Beaujolais Vert, votre avenir.

## Marchés
- Marché tous les mardis de 16h à 19h sur le parking de la Salle Polyvalente ou la Place du Popey.
- Des marchés à thème sont organisés de temps à autre (selon les saisons).
- Un camion Pizza tous les jeudis soir.
- Un food truck à burger tous les dimanches soir.
- Un marché permanent en casiers en libre-service.

## Manifestations culturelles et festivités

### Manifestations culturelles
- Des expositions sur des sujets divers sont faites à la bibliothèque.
- La chapelle de Clévy accueille deux manifestations culturelles par année : une exposition de l'artisanat local et un concert de musique classique. Ceux-ci ont lieu au printemps et a l'automne.

### Festivités
- La fête des classes (conscrits) a lieu tous les ans (le vendredi, samedi et dimanche) du premier week-end de Mai.
- La fête de la Saint-Vincent-Saint-Blaise (patrons des vignerons et des agriculteurs) a lieu tous les ans, fin janvier.
- Fête de la musique : mi-juin.
- Fête de l'été : mi-juillet.
- Des animations sont proposées tout au long de l'année par les associations de la commune.

## Personnalités liées à la commune
- Poppée, femme de l'empereur romain Néron, qui aurait donné son nom au mont Popey et à la commune.
- Albert Guignard, né en 1962, fondateur, en 2000, de la maison d'édition associative « Les éditions du mont Popey » et poète de la mouvance des Poètes sauvages.
- François Perroux (19 décembre 1903, Saint-Romain-en-Gal - 2 juin 1987), économiste français enterré à Saint-Romain-de-Popey.
- Alain Mayoud, homme politique français né à l'Arbresle le 7 décembre 1942 et mort à Saint-Romain-de-Popey le 23 mai 1993, habitait à Saint-Romain-de-Popey. Il était : maire de Saint-Romain-de-Popey, vice-président du conseil régional, député du Rhône et membre de l'assemblée parlementaire du Conseil de l'Europe.
- Néron, empereur romain, épouse de Poppée, qui aurait construit un château pour sa femme Poppée au secteur de Varenne (hameau de la commune), dont il reste aujourd'hui une tour de gué en ruine : la tour de Varenne.
- Une branche de la famille d'Albon, originaire de la bourgeoise de Lyon et agrégée à la noblesse au XIIIe siècle[20], éteinte en ligne masculine en 2015, fut seigneurs de Saint-Romain-de-Popey sous l'Ancien Régime et y posséda depuis 1555 le château d'Avauges, qui est aujourd'hui la propriété de la descendance en ligne féminine du dernier marquis d'Albon[21].
- André d'Albon marquis d'Albon (1760-1834), maire de Saint-Romain-de-Popey, conseiller général du Rhône, sénateur maire de Lyon, baron de l'Empire, maréchal des camps et armées du roi et pair de France.